# 삼박자 (그룹)
삼박자는 대한민국 예술가 그룹의 이름으로 sambakza.net 웹사이트를 운영하고 있다. 이 그룹은 "아말록", "송송화", "소공"이라는 세 명의 사람이 주축이 되었기 때문에 "삼박자"라는 이름이 붙이게 되었다.
그 가운데 아말록이 웹사이트 관리자이며 영어와 일본어를 구사할 수 있으며 이 세 명 가운데 가장 유명하다. 그는 플래시 애니메이션을 담당하고 있다. 송송화와 소공은 둘 다 여성이며 수많은 드로잉와 만화 작품을 사이트에 실었다. 송송화는 수많은 만화를 책임지며 식물과 같은 캐릭터 몇 가지에 대한 카툰을 만들었다. 소공도 여러 작품을 내놓고 있으며 플래시 작품도 조금 존재한다. 방문객 대부분은 영어를 말하는 사람들이지만 일본어, 한국어를 구사하는 방문객도 많이 찾아온다.
삼박자는 2004년에 아말록이 만든 플래시 애니메이션인 떳다그녀라는 작품을 통해 서양 세계에서 인기를 끌었다. 이 작품은 Professional Award와, 브라질 Rio de Janeiro에서 개최한 Anima Mundi Web Festival의 Cyber Jury Award상을 2004년에 받았다.
한때 뜨거운 물고기라는 작품도 게재된 적이 있었지만 저작권 문제로 인해 현재 방영하고 있지 않다. 후속작 "케이크 댄스"라는 작품이 2005년 3월에 출시되어 많은 칭찬을 받았으며 그 해 "Best Anthropomorphic Dramatic Series" 부문에서 Ursa Major Award를 탔다. 세 번째 애니메이션은 2006년 8월에 출시할 예정이었지만 연기되었다. 그러다가 후속작 "도키와 나비"라는 이름의 작품이 2008년 5월 30일에 공개되었다.
경기디지털콘텐츠진흥원(GDCA)은 "2007년도 뉴미디어 콘텐츠 제작사업"에서 이 프로젝트를 지원하기로 결정하였다. "도키와 나비"를 비롯하여 제작되는 모든 작품은 경기디지털콘텐츠진흥원에게 전적으로 저작권과 배포 권한이 있다. 그러나 인터넷 상에서는 무료로 공개하기로 삼박자와 GDCA는 합의하였다.

## 참조
1. ↑  “보관된 사본”. 2005년 12월 30일에 원본 문서에서 보존된 문서. 2008년 6월 26일에 확인함.